# Pholidaster
Pholidaster is een geslacht van zeesterren uit de familie Zoroasteridae.

## Soort
- Pholidaster squamatus Sladen, 1889